# Baciami baciami
Baciami baciami è un singolo del cantautore italiano Fulminacci pubblicato il 24 novembre 2023 come quinto estratto dal terzo album in studio Infinito +1 dalla Maciste Dischi.